# Mike Schuler
Mike Schuler, (Portsmouth, Ohio, 22 de septiembre de 1940-28 de junio de 2022) fue un entrenador de baloncesto estadounidense que ejerció en la NCAA y NBA, liga donde entrenó a los Portland Trail Blazers (1986-89) y Los Angeles Clippers (1990-92). Su récord como entrenador en la NBA es de 179 victorias por 159 derrotas.

### Carrera deportiva
En su primer año como entrenador de los Trail Blazers lideró al equipo a un récord de 49-33, ganando el premio al Mejor Entrenador del Año. La siguiente campaña sería de 53 victorias por 29 derrotas, aunque en ambas temporadas fueron eliminados en primera ronda de playoffs. En su tercera y última temporada, los Blazers lograron un récord de 39-43, aunque Schuler fue despedido antes de finalizar la misma, siendo reemplazado por su asistente, Rick Adelman.
[actualizar]